# Benoic
Il Benoic, o Benwick, è nel ciclo bretone, il regno di Ban, padre di Lancillotto ed Hector de Maris, fratello di  Bors il Vecchio e uno dei primi alleati di Artù. In seguito vi avrebbe regnato anche Lancillotto. 

## Ubicazione
L'ubicazione del regno del Benoic non è di facile identificazione, ma la maggior parte delle fonti lo localizzano in Francia. Alcuni studiosi pensano che Ban di Benoic sarebbe una cattiva trascrizione di Brân il Benedetto, personaggio della letteratura gallese. Altri ancora hanno proposto il Gwynedd, nel Galles del nord, oppure il Gwened (Vannes) in Bretagna. 

## Attestazioni
Nella sua opera La Morte di Artù Thomas Malory dice: "Lancillotto salpò da Cardiff e navigò fino al Benwick, che alcuni chiamano Bayonne e altri Beaune, dove c'è il vino Beaune". La Morte di Artù afferma che Lancillotto affidò il Benoic al fratellastro Hector durante la sua guerra contro Artù, che poi assediò il Benoic per sei mesi fino a quando dovette tornare in Britannia in quanto Mordred si era impossessato del trono. Malory suggerisce che Benoic potrebbe essere la città di Bayonne o Beaune. 
Il Lancelot-Grail ubica il regno tra i fiumi Loira e Arise. L'opera afferma che sul Benoic regnò dapprima Aramont, poi Uther Pendragon e quindi Artù e che Ban fu solo un re vassallo. L'opera ci dice anche che re Claudas invase il Benoic, uccidendo Ban. L'opera italiana La Tavola Ritonda racconta una storia simile, anche se i nomi dei sovrani che saccheggiano la città sono Brandino e Arando.
La Storia di Merlino identifica Benwick con Brouges.